# Municipio de Noble (Nebraska)
El municipio de Noble (en inglés: Noble Township) es un municipio ubicado en el condado de Valley en el estado estadounidense de Nebraska. En el año 2010 tenía una población de 101 habitantes y una densidad poblacional de 0,74 personas por km².

## Geografía
El municipio de Noble se encuentra ubicado en las coordenadas 41°41′51″N 98°50′16″O / 41.69750, -98.83778. Según la Oficina del Censo de los Estados Unidos, el municipio tiene una superficie total de 136.62 km², de la cual 136,62 km² corresponden a tierra firme y (0 %) 0 km² es agua.

## Demografía
Según el censo de 2010, había 101 personas residiendo en el municipio de Noble. La densidad de población era de 0,74 hab./km². De los 101 habitantes, el municipio de Noble estaba compuesto por el 97,03 % blancos, el 0,99 % eran asiáticos y el 1,98 % eran de una mezcla de razas. Del total de la población el 0 % eran hispanos o latinos de cualquier raza.